# Коцул
Коцул (алб. Kocul [kot͡sul]) — деревня в области Влёра на юге Албании. Он входил в состав бывшего муниципалитета Влахина (алб. Vllahinë). В 2015 году в рамках реформы местного самоуправления она вошла в состав Селеницы (алб. Selenicë). Численность населения Коцула по переписи населения 2011 года составила 3702 человека.
Коцул является местом рождения члена Национального комитета по освобождению Влёры Кязима Коцули.